# Erika Giovanna Klien
Erika Giovanna Klien (née le 12 avril 1900 à Borgo Valsugana, morte le 19 juillet 1957 à New York) est une peintre austro-américaine.

## Biographie
Klien étudie l'art à l'université des arts appliqués de Vienne de 1919 à 1925. L'un de ses professeurs est Franz Cižek, pour qui elle travaille comme assistante étudiante quand il veut intégrer l'Art nouveau. Dans son cours sur les formes ornementales, elle est initiée au nouveau style artistique du cinétisme. Ce style met l'accent sur le mouvement et la vitalité moderne. Il est basé sur le cubisme français, le futurisme italien et le constructivisme russe. Pendant ses études, elle fait un voyage aux Pays-Bas de 1922 à 1923 et aux États-Unis de 1923 à 1925. Au cours de sa vie, elle continue à développer la théorie et la technique du cinétisme et devient la représentante la plus importante de ce mouvement artistique.
Čižek l'invite à diverses expositions d'art internationales, par exemple à l'exposition d'art de Paris en 1925 et à l'exposition internationale d'art moderne de New York en 1927. Après son diplôme, Klien a du mal à gagner sa vie en tant qu'artiste indépendant. Elle travaille comme graphiste et enseigne l'art à l'école Elizabeth Duncan à Kleßheim (de), près de Salzbourg, de 1926 à 1928. Des œuvres de Klien sont exposées au quatrième Congrès international des beaux-arts de Prague en 1928.
Le 27 novembre 1928, l'artiste célibataire donne naissance à son fils Walter Klien (de) à Graz, elle garde cette naissance secrète pour sa famille ; Walter Klien deviendra plus tard un pianiste. En 1938, Klien obtient la nationalité américaine.
En 1929, Klien émigre aux États-Unis pour des raisons de carrière. Elle apporte les nouvelles théories de l'éducation artistique pour les enfants de Vienne aux États-Unis. Afin de gagner sa vie, elle enseigne simultanément à la Stuyvesant High School, la Spence School, la Dalton School et la Walt Whitman School à New York de 1930 à 1940.
Le 19 juillet 1957, elle meurt d'une crise cardiaque.